# Agelsberg
Agelsberg ist ein Ortsteil des Marktes Reichertshofen im oberbayerischen Landkreis Pfaffenhofen an der Ilm.

## Geographie und Verkehrsanbindung
Agelsberg liegt östlich des Kernortes Reichertshofen und im Westen der A9. Nördlich von Agelsberg verläuft die B300 und die Bahnstrecke München-Treuchtlingen. Durch den Ort verläuft die Kreisstraße PAF21, die Agelsberg mit Langenbruck und Reichertshofen verbindet. Agelsberg ist an das Busnetz der Ingolstädter Verkehrsbetriebe angebunden. Der nächstgelegene Bahnhof befindet sich etwa 5 Kilometer nordöstlich in Baar-Ebenhausen.
Am südwestlichen Ortsrand fließt der Kolbersbach, welcher in Reichertshofen in die Paar mündet und südwestlich von Langenbruck entspringt.

## Geschichte
Agelsberg wurde um 1200 erstmals als „Adelgersperg“ erwähnt. Dieser Name soll mit dem bayrischen Herzog Adelger zusammenhängen. Adelger soll um 1200 hier ein Feldlager aufgeschlagen haben und dieses als kurzzeitigen Wohnsitz genommen haben.
Kirchlich gehörte Agelsberg bis 1934 zur katholischen Pfarrei St. Martin in Fahlenbach (Dekant Pfaffenhofen) an. Im Rahmen einer kirchlichen Grenzregelung kam Agelsberg 1934 schließlich zur Expositur St. Katharina (Dekant Pfaffenhofen) in Langenbruck hinzu, welche erst im Jahr 1981 zur eigenständigen Pfarrei wurde.
Bis 1972 gehörte das Dorf zur damals selbständigen Gemeinde Winden am Aign und wurde mit dieser am 1. Juli 1972 in den Markt Reichertshofen eingegliedert.

## Sehenswürdigkeiten
In der Liste der Baudenkmäler in Reichertshofen ist ein historischer Grenzstein östlich von Agelsberg aufgeführt. Der Grenzstein befand sich an der ehemaligen Straßengabel Winden-Langenbruck und ist heute an der Kreisstraße PAF21 zwischen Reichertshofen und Agelsberg zu finden. Der denkmalgeschützte Grenzstein stammt wohl aus der Zeit um 1522 und zeigte die Grenze zwischen dem Gebiet der Pfalz Neuburg und Oberbayern an. Im Jahr 1522 wurde der Markt Reichertshofen Sitz eines Landgerichtes, das erst 1803 nach Neuburg an der Donau verlegt wurde. Erstmals urkundlich erwähnt wurde der steinerne Zeitzeuge in der „Mappa vom Ambte Reicherzhofen aus dem Jahr 1606“.

## Vereine
· Dorfgemeinschaft Agelsberg e.V., gegründet 2016; ca. 116 Mitglieder
Der Verein „Dorfgemeinschaft Agelsberg e. V.“ sieht seine Bestimmung in der Pflege von Brauchtum und bayerischer Kultur. Der Zweck des Vereins ist die Förderung der Heimatpflege, Heimatkunde und des traditionellen bayerischen Brauchtums. Darunter zählt vor allem das jährliche Aufstellen des Maibaumes und das Veranstalten des anschließenden Maibaumfestes. Außerdem finden noch Veranstaltungen wie das jährliche Weinfest und das Glühweinfest statt, die von der Dorfgemeinschaft Agelsberg organisiert werden.